# Heinrich von Sandersleben

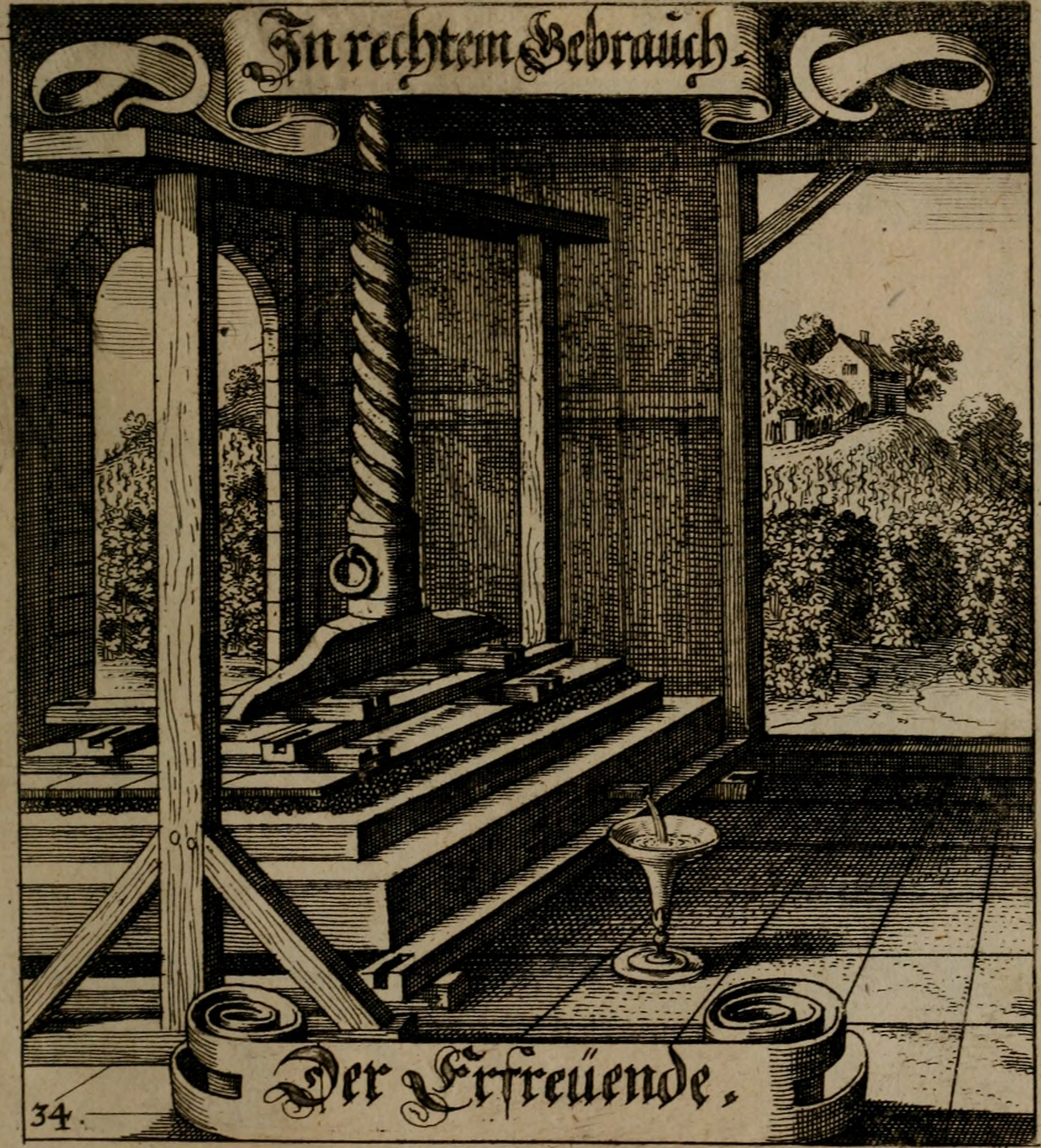
Imprese Heinrichs von Sandersleben

Heinrich von Sandersleben († 1650) war ein deutscher Soldat und Hofbeamter.
Sandersleben war der Sohn des altenburgischen Hofmarschalls Hans von Sandersleben und dessen Ehefrau Martha von Hertell. Außer seiner protestantischen Erziehung ist recht wenig über die Kindheit und Jugend Sanderslebens bekannt.
1596 immatrikulierte sich Sandersleben an der Universität Jena und ab 1609 lebte und arbeitete er am Hof in Weimar.
Anlässlich der Beerdigung des (Titular-)Herzogs Friedrich Wilhelm von Sachsen-Weimar (1603–1619) am 30. August 1619 ist Sandersleben erstmals als Schlosshauptmann und Gardekapitän nachgewiesen.
1620 wurde Sandersleben durch Fürst Ludwig I. von Anhalt-Köthen in die Fruchtbringende Gesellschaft aufgenommen. Der Fürst verlieh ihm den Gesellschaftsnamen der Erfreuende und das Motto im rechten Gebrauch. Als Emblem wurde ihm eine Weinpresse, daraus roter Wein in ein Glas lauft zugedacht. Im Köthener Gesellschaftsbuch findet sich Sanderslebens Eintrag unter der Nr. 34.
1650 starb Gardekapitän Heinrich von Sandersleben wahrscheinlich in Weimar.
| Personendaten    | Personendaten                   |
| ---------------- | ------------------------------- |
| NAME             | Sandersleben, Heinrich von      |
| KURZBESCHREIBUNG | deutscher Soldat und Hofbeamter |
| GEBURTSDATUM     | vor 1596                        |
| STERBEDATUM      | 1650                            |